# Somroeng Hanchiaw
Somroeng Hanchiaw (thailändisch สำเริง หาญเชี่ยว; * 5. Februar 1995) ist ein thailändischer Fußballspieler.

## Karriere
Somroeng Hanchiaw spielte bis 2018 beim BGC FC in der vierten Liga, der Thai League 4. 2019 wechselte er zum Zweitligisten BG Pathum United FC nach Pathum Thani. Für BG absolvierte er 15 Spiele in der Thai League 2. Am Ende der Saison wurde er mit dem Club Meister und stieg somit in die erste Liga auf. 2020 wurde er an den Erstligaabsteiger Chiangmai FC nach Chiangmai ausgeliehen. Für Chiangmai absolvierte er 30 Zweitligaspiele. Nach der Ausleihe kehrte er nicht zu BG zurück. Am 1. Juli 2021 wechselte er erneut auf Leihbasis nach Bangkok zum Zweitligaaufsteiger Raj-Pracha FC. Nach der Ausleihe wurde Hanchiaw Mitte Juli 2022 fest von Raj-Pracha unter Vertrag genommen. Am Ende der Saison 2022/23 musste er mit dem Verein in die dritte Liga absteigen. Nach dem Abstieg verließ er den Verein und schloss sich im Juni 2023 seinem ehemaligen Verein Chiangmai FC an. Am Ende der Saison 2023/24 belegte er mit dem Klub den vierten Tabellenplatz und qualifizierte sich somit für die Aufstiegsspiele zur ersten Liga. Hier konnte man sich jedoch nicht durchsetzen. Nach 13 Ligaspielen wechselte er im Sommer 2024 zum Zweitligisten Phrae United FC.

## Erfolge
BG Pathum United FC
- Thailändischer Zweitligameister: 2019  ▲